# هولن
هولن Høllen قرية صيد سمك تتبع بلدية كريستيانساند في مقاطعة أغدر في  النرويج.
تقع القرية على مصب نهر سوغنيلفا بين قرية أيغ في الغرب وتانغفال في الشمال وأروس في الشرق.